# Anne Turner
Anne Turner (5 de enero de 1576 – 15 de noviembre de 1615) fue la viuda de un respetable médico londinense que fue ahorcada en Tyburn por su papel en el famoso envenenamiento de Sir Thomas Overbury en 1613, al que se hace referencia en las obras de teatro A New Trick to Cheat the Devil, The Widow, The World Tossed at Tennis y The City Nightcap.

## De fondo
Nació como Anne Norton el 5 de enero de 1576, una de los diez hijos de Thomas y Margaret Norton de Hinxton, Cambridgeshire. Más tarde, cuando su reputación se puso en tela de juicio, corrieron rumores de que era hija ilegítima del renombrado boticario y astrólogo londinense Simon Forman. También considerada una "mujer hermosa", se casó con un médico, el doctor George Turner, que murió en 1610, y entonces se convirtió en la amante de Sir Arthur Mainwaring. En algún punto se había convertido en colega y confidente de Frances Howard.
Parece que en ese momento Howard se había enamorado del favorito del rey, Robert Carr y pronto empezaron un intercambio de correspondencia romántica. Desafortunadamente para Howard, estaba casada con el Conde de Essex y se vio obligada a viajar con él después de su regreso de Francia a su casa en Chartley en Staffordshire. Allí persistió tercamente en no dormir con su marido, esperando sin duda poder anular el matrimonio por no ser consumado.
Si bien Carr puede haber estado satisfecho con este estado de cosas, Frances deseaba casarse. Había una persona que se interponía, el mentor de Carr, Sir Thomas Overbury que desaprobaba el idilio. Afortunadamente para Howard tenía dos ayudas a mano en las figuras de su tío, Sir Henry Howard, primer conde de Northampton y su amiga y aliada la señora Turner.

## Asesinato de Overbury
Después de que Northampton hubiera persuadido al rey de encerrar a Overbury en la Torre de Londres por cargos falsos, ahora Frances Howard deseaba que fuera asesinado.
Aunque viuda y aparentemente respetable, la señora Turner era de hecho una empresaria independiente que dirigía sus propias casas "de mala reputación" en Paternoster Row y Hammersmith, donde las parejas ilícitas podían juntarse en la clandestinidad. También manejaba un lucrativo monopolio en el suministro de almidón teñido con azafrán el cual proporcionaba coloración amarilla a cuellos y volantes que puso de moda. La señora Turner estaba por tanto bien conectada tanto con la corte como con los sectores menos favorecidos de la sociedad londinense.
Fue así capaz de poner a Howard en contacto con Forman para proporcionarle pociones de amor para Carr y una gama de venenos, incluyendo arsénico, cantárida y sublimado de mercurio, para Overbury de otro boticario llamado Franklin. Estos venenos fueron entonces incluidos en una selección de "tartas" y "jaleas" que fueron entregadas al carcelero Richard Weston. Este se las dejó al lugarteniente de la Torre, Sir Gervase Helwys, antes de ser consumidas por Overbury, que murió como resultado en septiembre de 1613.
Unas semanas más tarde el matrimonio de Howard fue anulado y pudo casarse con Carr.

## Juicio y ejecución
Dos años más tarde, cuando el asesinato de Overbury salió a la luz, Turner, Helwys y todos los otros cómplices en el crimen fueron detenidos y juzgados, siendo las audiencias supervisadas por Sir Edward Coke, jefe de Justicia del Rey, y el fiscal general del rey, Sir Francis Bacon.
Con pruebas abrumadoras en su contra, Turner confesó su función en el crimen. Coke se refirió a ella como "una prostituta, una alcahueta, una hechicera, una bruja, una papista, una felona y una asesina". También ordenó que fuera colgada con los volantes que había inventado "de modo que igual puedan acabar en vergüenza y odio".
Turner fue ahorcada en Tyburn el 15 de noviembre de 1615. Su verdugo, no por coincidencia, también llevó "bandas y volantes del mismo color". El almidón amarillo pasó de moda de inmediato.
Según los informes, Turner dejó tres hijos ilegítimos que tuvo con Mainwaring.

## En la ficción
Anne Turner es un personaje  en la novela histórica de Thomas Costain publicada en 1942 My Great Folly.
La novela de Jean Plaidy, The Murder in The Tower, publicada en 1964, menciona a Anne Turner entre los implicados en el asesinato de Overbury.
Anne Turner es mencionada en la novela de Nathaniel Hawthorne La Letra Escarlata como una "amiga especial" de Mistress Hibbins, una bruja sospechada. La novela menciona los volantes amarillos, que supuestamente Turner le había enseñado a hacer a Hibbins.
Anne Turner es un personaje en la novela The King's Minion (también conocida como The Minion) de Rafael Sabatini, que trata sobre el asesinato de Overbury.